# Arslandoğmuş, Ovacık
Arslandoğmuş là một xã thuộc huyện Ovacık, tỉnh Tunceli, Thổ Nhĩ Kỳ. Dân số thời điểm năm 2010 là 32 người.